# Museo conmemorativo Whitehead
El Museo conmemorativo Whitehead (en inglés: Whitehead Memorial Museum) es un complejo de museos en el centro oeste de Del Río, Texas, al sur de Estados Unidos. Situado en dos y medio acres de jardines, el museo consta de nueve edificios. Sus trece exposiciones con objetos de época, muchos del siglo XIX, expresan la historia del condado de Val Verde.
Englobados dentro de los jardines del museo están la réplica del bar "The Jersey Lilly", así como las tumbas de Roy Bean y su hijo Sam Bean. El salón original de Bean esta en la Oficina de Turismo de Texas en Langtry, al oeste de Del Río, pero numerosas réplicas se encuentran en todo los Estados Unidos.
En 1962 los Whitehead, una familia ganadera de Del Río, compraron el antiguo edificio y lo donaron a la ciudad y al condado para un museo. El canal de riego San Felipe fluye a través de la parte posterior de la propiedad.